# سوپر-فارم
سوپر-فارم (عبری: סופר-פארם‎) شرکت داروسازی اسرائیلی است، که در سال ۱۹۷۸ تأسیس شد.